# Pseudagrion mohelii
Pseudagrion mohelii är en trollsländeart som beskrevs av Aguesse 1968. Pseudagrion mohelii ingår i släktet Pseudagrion och familjen dammflicksländor. Inga underarter finns listade i Catalogue of Life.